# Jan Andersen
Jan Andersen (ur. 17 czerwca 1945 w Østerbro) – duński piłkarz występujący na pozycji pomocnika.

## Kariera klubowa
Andersen karierę rozpoczynał w 1965 roku w pierwszoligowym B1893. W sezonie 1967 spadł z zespołem do drugiej ligi, jednak w kolejnym awansował z nim do pierwszej. Z kolei w sezonach 1969 oraz 1970 zdobył z klubem mistrzostwo Danii. Pod koniec 1970 roku przeszedł do szwajcarskiego FC Fribourg. W sezonie 1970/1971 spadł z nim z pierwszej ligi do drugiej, ale w następnym awansował z powrotem do pierwszej.
W 1973 roku Andersen odszedł do BSC Young Boys. W sezonie 1974/1975 wywalczył z nim wicemistrzostwo Szwajcarii, a w sezonie 1976/1977 Puchar Szwajcarii. W 1979 roku wrócił do Danii, gdzie przez jeden sezon grał w trzecioligowym Ballerup IF, a potem zakończył karierę.

## Kariera reprezentacyjna
W reprezentacji Danii Andersen zadebiutował 25 czerwca 1969 w przegranym 0:1 meczu Mistrzostw Nordyckich ze Szwecją. W latach 1969–1970 w drużynie narodowej rozegrał 8 spotkań.